# Lethrinus semicinctus
Lethrinus semicinctus és una espècie de peix pertanyent a la família dels letrínids.

## Descripció
- Pot arribar a fer 35 cm de llargària màxima (normalment, en fa 29).
- 10 espines i 9 radis tous a l'aleta dorsal i 3 espines i 8 radis tous a l'anal.
- El cos és de color marró o bronzejat amb petites taques irregulars, negres i disperses.
- Les aletes són pàl·lides o rosades.[5][6][7]

## Alimentació
Menja invertebrats bentònics i peixets.

## Hàbitat
És un peix marí, associat als esculls i de clima tropical (30°N-21°S).

## Distribució geogràfica
Es troba des de Sri Lanka fins a les illes Marshall, Salomó, les illes Ryukyu i el nord d'Austràlia.

## Observacions
És inofensiu per als humans i es comercialitza fresc.